# Bonifacio Ferrero
Bonifacio Ferrero (Biela, 1476 - Roma, 2 de janeiro de 1543) foi um cardeal do século XVI.

## Biografia
Nasceu em Biela em 1476. Quinto dos treze filhos de Sebastiano Ferrero e Tomena Avogadro. Seu primeiro nome também está listado como Bonifazio. Irmão do Cardeal Gianstefano Ferrero (1500). Tio dos Cardeais Filiberto Ferrero (1549); e Pietro Francesco Ferrero (1561). Tio-avô do cardeal Guido Luca Ferraro (1565). Outro membro da família foi o cardeal Antonio Ferrero (1505).
Iniciou muito jovem a carreira eclesiástica. Ele foi provavelmente o mais ilustre entre os numerosos membros de sua família que, no decorrer dos séculos XV e XVI, ingressaram no estado clerical. A posição ocupada por seu pai, primeiro na Corte de Sabóia e depois na França, favoreceu sua rápida ascensão.
Cânon do capítulo metropolitano de Vercelli, 6 de junho de 1490; mais tarde, seu reitor a partir de 3 de dezembro de 1494. Abade commendatario de S. Stefano di Ivrea, 14 de novembro de 1494 a 1508; e novamente de 1536 a 28 de outubro de 1537.
As pressões exercidas a seu favor na Santa Sé pela corte de Sabóia obtiveram-lhe do Papa Alexandre VI o reconhecimento, com gratia expectativade 28 de julho de 1497, do direito à nomeação para o bispado de Ivrea. A concessão entrou em funcionamento em 1499, mas o bispado foi-lhe conferido simplesmente como administrador, uma vez que ainda não tinha atingido a idade prescrita pelas normas canónicas para a nomeação à dignidade episcopal. Consagrado em 1505 por seu irmão, o cardeal Gianstefano Ferrero, bispo de Vercelli. Renunciou ao governo da diocese de Ivrea em favor de seu irmão, o cardeal Gianstefano, em 5 de novembro de 1509; prior de S. Pietro di Chambéry, 1499-1519. Administrador da Sé de Nice, 1501-1504. Transferido para a Sé de Vercelli em 5 de novembro de 1509; renunciou ao governo da diocese em favor de seu irmão Agostino Ferrero, em 17 de setembro de 1511. Prior de Ss. Giovanni e Sebastiano di Benna, 1508-1542. Transferido novamente para a Sé de Ivrea, 17 de setembro de 1511; renunciou ao governo da sé em favor de seu sobrinho Filiberto Ferrero, em 17 de maio de 1518. Participou do Quinto Concílio de Latrão.
Criado cardeal sacerdote no consistório de 1º de julho de 1517; recebeu o chapéu vermelho e o título de Ss. Nereo ed Achilleo, 6 de julho de 1517. Participou do conclave de 1521-1522, que elegeu o Papa Adriano VI. Participou do conclave de 1523, que elegeu o Papa Clemente VII. Abade comendador de Santo Stefano da cidadela de Vercelli, 1522-1527. Abade comendador de San Michele della Chiusa, 1524-1535. Abade comendador de San Benigno di Fruttuaria, 1525 a 5 de novembro de 1534. Optou pela ordem dos cardeais bispos e pela sé suburbana de Albano, 12 de dezembro de 1533. Optou pela sé suburbana de Palestrina, 5 de setembro de 1534. Participou do conclave de 1534, que elegeu o Papa Paulo III. Nomeado legado do Papa Paulo III em Vicenza. Optou pela sé suburbana de Sabina, 26 de fevereiro de 1535. Prior de S. Egidio di Verres desde 1535. Administrador da sé de Vercelli por ocasião da morte de seu irmão Agostino, de 1º de setembro a 20 de dezembro de 1536, quando renunciou em favor de seu sobrinho Pietro Ferrero. Comendador Abadede S. Salvatore di Casalvolone desde 1536. Decano da Capela de Santissima Sindone di Chambéry desde 4 de junho de 1537. Optou pela sé suburbana de Porto e Santa Rufina, 28 de novembro de 1537. Sub-reitor do Sagrado Colégio dos Cardeais. Cônego e reitor do capítulo da colegiada de S. Gervasio di Ginevra desde 1537. Reitor de S. Bernardo di Montjovet desde 1537. Prior de S. Pietro di Nantua desde 1537. Legado em Bolonha, 1540. Prior de S. Stefano di Robbio até 1542.
Morreu em Roma em 2 de janeiro de 1543, perto da meia-noite, Roma. Depositado na igreja de SS. Trinità a Monte Pincio, Roma; posteriormente transferido para Biella e sepultado no túmulo dos seus antepassados na igreja de S. Sebastiano.